# Кракра Пернишки
Кракра (Кракрас) е български велможа и военачалник, живял през втората половина на 10 и началото на 11 век. По време на войните на Самуил с Византия Кракра отбранява Пернишката крепост и нанася две поражения на византийския император Василий II Българоубиец, който се мъчи да я превземе.
Първата обсада на Перник е през 1004 година, когато Кракра отбива както пристъпите срещу крепостта, така и опитите на императора да го привлече на своя страна. Втората обсада е през 1016 година и продължава близо три месеца със същия резултат - византийците са принудени да отстъпят, след като претърпяват сериозни загуби. При последния владетел на Първото българско царство, Иван Владислав, Кракра управлява обширна област, включваща 35 крепости. През 1017 година, докато византийците опустошават южните предели на държавата (Югозападна Македония) пернишкият военачалник подготвя контранастъпление от север. Планът му е осуетен, тъй като печенегите, населяващи земите на север от Дунав, отказват да се присъединят към българската войска.
Скоро след гибелта на цар Иван Владислав през февруари 1018 година Кракра се подчинява на Василий II заедно с подвластните си градове и в замяна на това е удостоен с титлата патриций.

## Памет
На негово име е наречена улица „Кракра“ в Центъра на София (Карта).